# Албaтрос C.VII
Албатрос C.VII (нем. Albatros C.VII) је једномоторни, двокрилни вишенаменски авион које је у току Првог светског рата развила и производила немачка фирма Albatros Flugzeugwerke GmbH за потребе немачког ваздухопловства. 

## Пројектовање и развој
Авион Албaтрос C.VII су пројектовали Телен и Шуберт. Након одустајања од тада непоузданог Мерцедеса D.IV као и модификација које су направљене како би се прилагодио тој погонској јединици, враћајући се оригиналном пројекту C.V/16. Паралелно са тим су направљене дораде на управљачким  површинама, па је укупни ефекат био авион са одличним летним карактеристикама. C.VII је убрзо чинио главнину немачких извиђачких авиона, са око 350 комада у употреби истовремено.

## Технички опис
Албатрос C.VII је двокрили двоседи вишенаменски авион потпуно дрвене конструкције који се производио у Немачкој и користио за време Првог светског рата и извесно време после њега.
Труп му је углавном правоугаоног попречног пресека, полу монокок конструкције. Предњи део, у коме је био смештен мотор је био обложен алуминијумским лимом, на коме су се налазили отвори за излазак топлог ваздуха из моторског простора, а остали део трупа је био облепљен дрвеном лепенком. Труп овог авиона се истицао чистом аеродинамичном линијом. Носач мотора је био од заварених челичних цеви. Пилот је седео у првом отвореном кокпиту и био је заштићен малим ветробранским стаклом. Прегледност из пилотске кабине није била добaр јер су поглед пилоту ометали цилиндри мотора, издувне цеви и цеви система за водено хлађење мотора. У другом кокпиту је седео извиђач.
Авион је био опремљен шестоцилиндричним течношћу хлађеним линијским мотором, Аргус Ас III снаге 180 KS (134 kW). Хладњак за воду се налазио на бочним странама трупа авиона. На вратилу мотора је била причвршћена двокрака, вучна, дрвена елиса, непроменљивог корака.
Крила су била дрвене конструкције пресвучена импрегнираним платном релативно танког профила. Крилца за управљање авионом су се налазила само на горњим крилима. Крила су између себе била повезана са четири пара  паралелних упорница. Затезачи су били од клавирске челичне жице. Горње крило је имало облик једнокраког трапеза, док је доње крило такође било трапезастог облика али је било мало краће од горњег. Спојеви предње ивице са бочним ивица крила су полукружно изведени. Доње и горње крило су се поклапала по својим нападним ивицама. Конструкције репних крила и вертикални стабилизатор као и кормило правца су била направљена од дрвета пресвучена платном.
Стајни орган је био класичан фиксан са осовином, а на репном делу се налазила еластична дрвена дрљача.
Авион је био наоружан са два митраљеза, један Spandau LMG 08/15 калибра 7,92 mm је био постављени испред пилота са десне стране мотора и гађао се кроз обртно поље елисе. Други митраљез Parabellum LMG-14 калибра 7,92 mm се налазио у другом кокпиту код извиђача на обртној турели. Авион је могао да понесе 90 kg бомби.

## Варијанте
- C.VII - стандардна верзија авиона из серијске производње.
- N.I - ноћни бомбардер
- L 18 - Послератна цивилна верзија авиона

## Оперативно коришћење
Производња авиона Албaтрос C.VII је почела од друге половине 1916. године а већ у фебруару 1917. на фронту је било 350 Албатроса C.VII. Производили су се у три фирме: матичној компанији Albatros Flugzeugwerke GmbH, у OAW и BFW. Процењује се да је укупно произвдено између 400 и 500 комада.
Коришћени су на многим фронтовима за извиђање на даљину, корекцију артиљеријске ватре и за бомбардовање. Авиони су имали добру репутацију код пилота. Преживели су у фронтовској служби до примирја новембра 1918. Након рата многи од ових авиона је нашао цивилну употребу, коришћени су најчешће као поштански авиони до истека ресурса, за обуку спортских пилота и као транспортни авиони.
У пољској авијацији било је 27 авиона Албатрос C.VII. Учествовали су у борбама на Литванско-белоруском фронту и у офанзиви на Кијев у пролеће 1920. Поред борбених ескадрила, ови авиони су такође коришћени за обуку. C.VII је био авион који су волели пилоти и студенти. Већина њих је повучена из војне службе почетком 1921. У пилотским школама коришћени су до 1925. године.

## Земље које су користиле овај авион
- Немачко царство
- Пољска